# 9e corps d'armée (France)
Pour les articles homonymes, voir 9e corps d'armée.
Le 9e corps d’armée est une grande unité militaire française, qui a existé à plusieurs époques différentes.

## Création et différentes dénominations
- 9e corps d’armée
- 25 février 1916 : renommé Groupement Curé
- 20 juin 1916 : renommé 9e corps d’armée

## Les chefs du9ecorps
- 1806 : Prince Jérôme
- 1809 : Maréchal Bernadotte
- 1812 : Maréchal Victor
- 1813 : Maréchal Augereau
- 1815 : Maréchal Brune
- 16 août 1870 - 10 octobre 1870 : général Cousin-Montauban
- 28 septembre 1873 : général de Cissey
- 23 mai 1874 : général du Barail
- 11 février 1879 : général Galliffet
- 19 février 1882 - 2 février 1886 : général Schmitz
- 6 février 1886 : général de Bellemare
- 23 juin 1888 : général Villain
- 26 décembre 1893 - 4 juillet 1896 : général Cramezel de Kerhué
- 10 juillet 1896 - 6 juin 1899 : général Riff
- 25 juin 1899 : général Gallimard
- 24 octobre 1899 : général Lucas
- 27 juillet 1900 : général Tanchot
- 21 février 1903 - 27 janvier 1905 : général Peigné
- 24 février 1905 : général Trémeau
- 24 juin 1906 : général Blancq
- 15 mai 1909 - 8 octobre 1909 : général Gillain
- 30 octobre 1909 : général Menetrez
- 20 janvier 1912 : général Dubail
- 29 avril 1913 : général Dubois
- 13 mars 1915 : général Curé
- 14 mai 1916 : Général Horace Fernand Achille Pentel
- 29 octobre 1916 : général Niessel
- 22 août 1917 : général Hirschauer
- 17 décembre 1917 : général Mangin
- 6 juin 1918 : général Garnier-Duplessis
- 20 avril 1920 : général Pont
- 24 mars 1922 - 22 mai 1924 : général Niessel
- 2 septembre 1939 : général Laure
- 21 mai 1940 - 12 juin 1940 : général Ihler[1]

## Premier Empire
En 1809, ce corps regroupe sous les ordres du maréchal Bernadotte, des troupes saxonnes, alliées de la France.

## De 1873 à 1914
Garnison : Tours

Comprend les départements de Maine-et-Loire, d'Indre-et-Loire, de l'Indre, des Deux-Sèvres et de la Vienne.

Composition :
- 17e division d'infanterie (Châteauroux)
- 18e division d'infanterie (Angers)
- 9e brigade de cavalerie
- 9e brigade d'artillerie

## Première Guerre mondiale
Il est constitué dans la région de Tours et est subordonné à la 2e armée. Il regroupe deux divisions d'infanterie et la division marocaine.

### Composition à la mobilisation
- 17e division d'infanterie :
  - 33e brigade :
    - 68e régiment d'infanterie
    - 90e régiment d'infanterie

  - 36e brigade :
    - 77e régiment d'infanterie
    - 135e régiment d'infanterie

  - Cavalerie : un escadron du 7e régiment de hussards.
  - Artillerie : 20e régiment d'artillerie de campagne avec trois groupes de 75.
  - Génie : compagnie 9/1 du 6e régiment du génie
- Division marocaine
  - 1re brigade :
    - Régiment de marche colonial
    - Régiment de marche de zouaves

  - 2e brigade :
    - 1er régiment de tirailleurs du Maroc occidental
    - 2e régiment mixte de tirailleurs du Maroc

  - Cavalerie : 2 escadrons du 9e régiment de chasseurs à cheval[réf. souhaitée]
  - Artillerie[réf. souhaitée] :
    - Groupe d'artillerie colonial du Maroc avec deux batteries de 75
    - 4e groupe d'artillerie d'Afrique avec deux batteries de 75
    - 8e groupe d'artillerie d'Afrique avec une batterie de 75
    - 9e groupe d'artillerie d'Afrique avec une batterie de 75

  - Génie : compagnie 19/2 M du 2e régiment du génie
- 52e division d'infanterie
  - 103e brigade :
    - 291e régiment d'infanterie
    - 347e régiment d'infanterie
    - 348e régiment d'infanterie

  - 104e brigade :
    - 245e régiment d'infanterie
    - 320e régiment d'infanterie
    - 49e bataillon de chasseurs à pied
    - 58e bataillon de chasseurs à pied

  - Cavalerie : deux escadrons du 21e régiment de dragons
  - Artillerie :
    - 17e régiment d'artillerie de campagne (1 groupe 75)
    - 29e régiment d'artillerie de campagne (1 groupe 75)
    - 42e régiment d'artillerie de campagne (1 groupe 75)

  - Génie : compagnies 2/13, 2/19, 2/24 du 3e régiment du génie
- Éléments organiques de corps d’armée
  - 210e régiment d'infanterie
  - 227e régiment d'infanterie
  - Quatre escadrons du 16e régiment de chasseurs à cheval
  - Quatre groupes 75 du 37e régiment d'artillerie de campagne
  - compagnies 9/3, 9/4, 9/16, 9/21 du 6e régiment du génie
  - 9e escadron du train des équipages militaires
  - 9e section de secrétaires d'état-major et du recrutement
  - 9e section d'infirmiers militaires
  - 9e section de commis et ouvriers militaires d'administration

### Composition au 6 septembre 1914
- 17e division d'infanterie :
  - 68e régiment d'infanterie
  - 90e régiment d'infanterie
  - 114e régiment d’infanterie
  - 125e régiment d’infanterie
- Division marocaine :
  - Régiment de marche de zouaves
  - Régiment de Marche de Tirailleurs du Maroc Occidental
  - Régiment de Marche de Tirailleurs du Maroc Oriental
  - Six batteries d'artillerie (24 pièces de 75)

### Historique

#### 1914
- 4 - 11 août : transport du Corps d'armée, par V.F. dans la région de Pont-Saint-Vincent. Stationnement au sud de Nancy.
- 11 - 19 août : mouvement dans la région d'Amance, Jeandelaincourt, Sainte-Geneviève. Couverture de la Seille.
- 19 - 22 août : retrait du front, transport par V.F. de Nancy vers la région de Sedan.
- 22 - 24 août : mouvement vers la Semois. Engagé dans la bataille des Ardennes. Combat d'Houdremont et de Bièvre.
- 24 août - 6 septembre : Repli par Poix-Terron, vers la région de Gourgançon :

28 août : Bataille de la Meuse, combats de Domery et de la Fosse-à-l'Eau
30 août : combat de Bertoncourt
1er septembre : combats de Juniville, de Neuflize et d'Alincourt
- 6 - 10 septembre : Bataille des Marais de Saint-Gond, combat dans la région de Fère-Champenoise et au château de Mondement.
- 10 - 14 septembre : poursuite en direction de Prunay, Prosnes et Saint-Hilaire-le-Grand
- 14 - 17 septembre : Première bataille de l'Aisne, le corps d'armée est engagé vers Prunay et Prosnes, il combat sur les hauteurs de Moronvilliers.
- 17 septembre - 20 octobre : stabilisation du front et occupation d'un secteur vers l'auberge de l'Espérance, Saint-Léonard, réduit le 21 à gauche, jusqu'à la ferme des Marquises :

le 27 septembre front réduit jusqu'au bord de Baconnes.
- 20 - 23 octobre : retrait du front et transport par V.F. vers Cassel.
- 23 octobre 1914 - 5 avril 1915 : Engagé dans la bataille d'Ypres, au nord-est et à l'est d'Ypres, puis occupation d'un secteur dans la région Poelcappelle, Zonnebeke :

23 octobre : prise de Zonnebeke, en novembre secteur étendu à droite vers le bois du Polygone puis vers le sud-est de Zillebeke.
20 novembre : front réduit à gauche à Wallemollen.
6 décembre : front réduit à gauche à la voie ferrée Ypres, Roulers.
8 décembre : front réduit à droite, vers le château d'Herenthage.
14 - 17 décembre : attaque au nord-est et à l'est d'Ypres.
24 décembre : attaque vers Broodseinde.
25 décembre : front étendu à droite vers Zwarteleen.
25 janvier 1915 : attaque allemande vers Broodseinde.
18 février : attaque allemande à l'est du château d'Herenthage.
4 mars : secteur réduit à gauche au bois du Polygone.

#### 1915
- 5 - 25 avril : retrait du front dans la région de Wormhoudt, puis mouvement vers la région de Frévent, repos et instructions.
- 25 avril - 5 mai : transport par camions dans la région de Poperinghe (à la suite de l'attaque allemande au gaz du 22 avril). Engagé dans la région de Lizerne, Steenstrate et Pilkem.
- 5 - 8 mai : retrait du front et transport vers la région de Nœux-les-Mines.
- 8 mai - 5 juillet : occupation d’un secteur vers La Bassée, Grenay. À partir du 9 mai, engagé dans la deuxième bataille d’Artois :

Attaque devant Loos.
15 mai : secteur réduit à gauche jusque vers le Rutoire et le 16 étendu à droite vers Grenay.
25 - 29 mai : combat au nord d'Angres. Mouvement de rocade et occupation d’un nouveau secteur au nord de Neuville-Saint-Vaast jusqu’au 5 juillet.
8 et 9 juin : attaques au nord de Neuville-Saint-Vaast.
16 juin : attaque en direction du carrefour des Cinq Chemins.
- 5 juillet - 8 août : retrait du front  et repos dans la région d'Anvin. À partir du 14 juillet, mouvement vers la région de Clermont ; repos. Le 6 août, mouvement par camions dans la région de Moreuil.
- 8 - 25 août : occupation d’un secteur dans la région Frise, Maucourt, le 18 août étendu jusque vers Andechy.
- 25 août - 25 septembre : retrait du front ; puis à partir du 27 août occupation d'un nouveau secteur dans la région Agny, Berles-au-Bois.
- 25 - 30 septembre : engagement dans la troisième bataille d’Artois
- 30 septembre 1915 - 7 janvier 1916 : retrait du front ; puis à partir du 1er octobre, occupation d'un secteur vers Loos, Grenay.

8 octobre : attaque allemande sur Loos.

#### 1916
- 7 - 11 janvier : retrait du front (relève par l'armée britannique) et repos à Barlin.
- 11 janvier - 11 mars : occupation d'un secteur vers la fosse Calonne, Aix-Noulette, abords sud d'Angres.

21 février : attaque allemande au bois de Givenchy.
15 et 25 février : extension du secteur à droite jusque vers Neuville-Saint-Vaast.
- 11 - 31 mars : retrait du front (relève par l'armée britannique), mouvement par étapes vers Le Crotoy, Berck, repos.
- 31 mars - 24 avril : mouvements par étapes vers Montdidier, Saint-Just-en-Chaussée ; repos. À partir du 13 avril, transport par V.F. dans la région de Sainte-Menehould.
- 24 avril - 19 mai : mouvement vers le front, engagé dans la bataille de Verdun, dans la région la Hayette bois d'Avocourt (exclu).

4, 5, 6, 7, 8, 10, 18, 19 mai attaques allemandes
5 mai contre-attaque française
- 19 mai - 3 juin : retrait du front dans la région nord-est de Saint-Dizier ; repos. À partir du 28 mai, mouvement vers le nord.
- 3 juin - 4 septembre : occupation d'un secteur entre la butte de Souain et Auberive-sur-Suippe. Le 25 juillet extension du secteur à droite jusqu'à Tahure. Le 29 août, limite droite ramenée à la butte de Souain.
- 4 - 20 septembre : retrait du front, puis transport par camion au camp de Mailly, instruction.
- 20 septembre - 6 octobre : transport par V.F. dans la région Saint-Omer-en-Chaussée, Grandvilliers ; repos.
- 6 octobre - 4 décembre : mouvement vers le front ; à partir du 10 octobre, engagé dans la bataille de la Somme dans la région nord-est de Morval.

12, 18, 22, 23, 26 et 27 octobre ; 1er, 2 et 5 novembre attaques françaises.
27 octobre au 6 novembre, réduction du saillant de Sailly-Saillisel.
- 4 - 23 décembre : retrait du front (relève par l'armée britannique) ; repos dans la région sud-ouest d'Amiens.
- 23 décembre 1916 - 22 janvier 1917 : mouvement vers le front et occupation d'un secteur dans la région Cléry-sur-Somme, ferme du Bois de l'Abbé, Bouchavesnes (en liaison avec l'armée britannique).

#### 1917
- 22 janvier - 12 avril : retrait du front (relève par l'armée britannique) ; repos à Conty. À partir du 8 février, transport par V.F. dans la région de Juvisy ; repos et travaux. Du 4 au 29 mars instruction au camp de Mailly, puis mouvement vers Avize et repos.
- 12 - 18 avril : mouvement vers Romigny et Faverolles-et-Coëmy. Préparatifs en vue d'exploiter l'offensive projetée.

15 avril : rassemblement au nord d'Épernay, mouvement vers l'Aisne dans la région de Ventelay, Romain. Tenu prêt à être intervenir, non engagé.
- 18 avril - 31 juillet : occupation d'un secteur vers Craonne et les abords de la route de Reims Laon.

8, 9, 22 et 24 mai, engagements violents.
26 mai : extension du front, à gauche jusqu'au plateau de Californie.
12 juin : réduction du secteur à droite jusque vers Chevreux.
16 juin : front étendu à gauche jusqu'à la ferme Hurtebise. De fin juin et courant juillet de nombreuses attaques locales françaises et allemandes.
28 juillet : réduction du secteur à droite jusqu'au plateau des casemates.
- 31 juillet - 29 août : retrait du front, mouvement vers Château-Thierry. À partir du 6 août, transport par V.F. vers Pont-Saint-Vincent et repos dans la région de Bayon, Saint-Nicolas-du-Port.
- 29 août 1917 - 21 janvier 1918 : occupation d'un secteur entre la Chapelotte et le Sânon.

20 septembre : front étendu à gauche jusqu'à Moncel-lès-Lunéville.
23 octobre : secteur réduit à gauche vers Bezange-la-Grande.

#### 1918
- 21 janvier - 27 mars : retrait du front, mouvement vers Champigneulles ; repos.
- 27 mars - 8 août : transport par V.F. de la destination de Charmes à destination d'Essertaux. À partir du 31 mars, engagé dans la bataille de l’Avre (deuxième bataille de Picardie) dans la région Grivesnes, nord de Thory.

4 avril : violentes attaques allemandes sur le front du corps d'armée particulièrement à Grivesnes.
5 avril : contre-attaques françaises en direction de Mailly-Raineval, de Sauvillers-Mongival et d'Aubvillers. Arrêt de l'offensive allemande. Organisation d’un secteur dans la région Grivesnes, nord de Thory.
9 mai : prise du parc de Grivesnes
28 mai : extension du secteur à gauche jusqu’à la lisière sud du bois de Sénécat. Le 29 mai, réduction à droite jusqu'à l'est d'Ainval ; le 30 mai extension à gauche jusqu'à l’Avre. Fréquentes actions locales françaises et allemandes.
12 juillet : offensive française sur Castel, le bois de Bellois et le bois du Billot.
23 juillet : offensive française au nord de Grivesnes ; prise de Mailly-Raineval d'Aubvillers et de Sauvillers-Mongival.
2 août : secteur réduit à gauche vers Morisel.
- 8 - 10 août : Engagement dans la bataille de Montdidier (troisième bataille de Picardie), franchissement de l'Avre.
- 10 août - 6 septembre : retrait du front, regroupement dans la région de Flers-sur-Noye. 15 et 16 août, mouvement vers Conty ; repos dans la région de Marseille-en-Beauvaisis.
- 6 - 18 septembre : mouvement de Saint-Omer-en-Chaussée et de Grandvilliers vers Revigny-sur-Ornain, puis vers Rarécourt. À partir du 11 septembre, occupation d’un secteur vers Avocourt, Vienne-le-Château.
- 18 - 23 septembre : retrait du front, repos vers Dampierre-le-Château.
- 23 septembre - 1er novembre : occupation d'un secteur vers la Main de Massiges et à l’est du Mesnil-lès-Hurlus, préparatifs d'offensive. À partir du 26 septembre engagé dans la bataille de Champagne et d’Argonne (bataille de Somme-Py et son exploitation). Progression jusqu’au front : est de Challerange, Marvaux-Vieux (atteint le 1er octobre) puis organisation des positions conquises. À partir du 10 octobre : nouvelle progression jusqu’à l’Aisne entre Brécy et Condé-lès-Vouziers. Organisation et occupation d'un secteur dans cette région.

violents combats dans cette région.
13 octobre : extension du front, à gauche jusqu'à l'ouest de Voncq et réduction à droite jusque vers Falaise.
18 octobre : nouvelle extension à gauche jusqu'à la région d'Attigny.
28 octobre : réduction à gauche jusque vers Voncq et le 29 octobre vers Terron-sur-Aisne.
- 1er - 5 novembre : engagement vers Chestres dans la bataille du Chesne ; combat dans la région de Vouziers, le 3 novembre enlèvement du plateau des Alleux.
- 5 - 11 novembre : engagé dans la poussée vers la Meuse. Franchissement du canal des Ardennes ; poursuite suivant l'axe Quatre-Champs, Sedan.

### Rattachement
- 1re armée

27 mars - 6 septembre 1918
- 2e armée

2 - 20 août 1914
13 avril - 26 mai 1916
6 - 18 septembre 1918
- 4e armée

20 - 29 août 1914
7 - 22 octobre 1914
26 mai - 20 septembre 1916
8 février - 29 mars 1917
18 septembre - 11 novembre 1918
- 5e armée

17 avril - 21 avril 1917
- 6e armée

23 juillet - 25 août 1915
2 - 13 avril 1916
20 septembre - 12 décembre 1916
- 8e armée

16 novembre 1914 - 4 avril 1915
6 août 1917 - 27 mars 1918
- 9e armée

5 septembre - 7 octobre 1914
- 10e armée

9 - 25 avril 1915
6 mai - 23 juillet 1915
25 août 1915 - 2 avril 1916
12 décembre 1916 - 5 février 1917
29 mars - 16 avril 1917
21 avril - 6 août 1917
- Détachement d'armée de Belgique

22 octobre - 16 novembre 1914
4 - 9 avril 1915
25 avril - 6 mai 1915
- Détachement d'armée Foch

30 août - 5 septembre 1914

## Seconde Guerre mondiale
L'état-major et les services sont reformés à Tours au début de septembre 1939, à partir d'éléments de la 9e région militaire. 
Le 9e corps d'armée est commandé par le général Émile Laure, il est intégré à la 4e armée du général Requin, elle-même incluse au sein du groupe d'armée 2, sur la ligne Maginot. De la fin 1939 à mai 1940, le corps d’armée est déployé autour du secteur de Saint-Avold - Faulquemont, en Moselle (État-major à Landroff), avec l'effectif de deux divisions d'infanterie encadrant un secteur fortifié.
À la fin mai 1940, la situation militaire étant désespérée à la suite de la percée allemande dans les Ardennes, les forces stationnées sur la ligne Maginot sont progressivement retirées et expédiées vers le front de la Somme.
À partir du 27 mai 1940, le 9e corps d’armée, commandé par le général Ihler fait mouvement vers Sarcus, puis vers Lyons-la-Forêt en Normandie aux côtés de la 10e armée du général Altmayer. À l'image de ce qui se déroule lors dans tout le pays (voir l'article concernant la Bataille de France), les unités françaises sont systématiquement tournées et forcées au repli. Les restes du 9e C.A. seront encerclés à Saint-Valery-en-Caux et forcés à la reddition le 12 juin 1940. La plupart des soldats resteront en captivité en Allemagne jusqu'en 1945.

### Unités organiques de corps d’armée
Cavalerie
- 11e groupe de reconnaissance de corps d’armée (11e GRCA) - Colonel Malcor

Infanterie
- 609e régiment de pionniers - Lieutenant-colonel Holl
  - 1er bataillon (I/609e RP)
  - 2e bataillon (II/609e RP)
  - 3e bataillon (III/609e RP)

Artillerie
Commandant de l'artillerie du 9e corps : général Durand (sl)
- 121e régiment d'artillerie lourde hippomobile - Colonel Delaval, puis chef d'escadron Brasard (février 1940)
  - 1er groupe (I/121e RALH) - 12 canons de 105 mm L 13
  - 2e groupe (II/121e RALH) - 12 canons de 105 mm L 13
  - 3e groupe (III/121e RALH) - 12 canons de 155 mm L 17
  - 4e groupe (IV/121e RALH) - 12 canons de 155 mm L 17
- 109e compagnie d'ouvriers d'artillerie
- 109e section de munitions automobiles
- 139e section de munitions automobiles

Génie
Commandant du génie du 9e corps : Colonel Tournoux
- 109e bataillon de sapeurs-mineurs[5]
  - compagnie 109/1
  - compagnie 109/2
- compagnie d'équipage de ponts 109/16
- compagnie de parc du génie 109/21

Transmissions
- compagnie télégraphique 109/81
- compagnie radio 109/82
- détachement colombophile 109/83

Train des équipages
- compagnie hippomobile 259/9
- compagnie automobile 359/9

Intendance
- groupe d'exploitation 109/9
- compagnie de ravitaillement en viande 209/9

Service de santé
- 209e ambulance chirurgicale légère
- 9e groupe sanitaire de ravitaillement hippomobile
- 9e section hygiène, lavage et désinfection

Forces aériennes
Commandant des forces aériennes du 9e corps : lieutenant-colonel Du Corail
- 509e groupe aérien d'observation
- section de parc d'aérostation 9/153

### Divisions et grandes unités rattachées au corps d’armée

#### Troupes de forteresse
De septembre 1939 à mai 1940, le 9e corps d’armée se déploie sur la ligne Maginot et prend en charge un secteur fortifié.
- Le secteur fortifié de Faulquemont (S.F.F.), composé d'une série de petits ouvrages d'infanterie[7] et de casemates, organisé depuis 1932 (et inclut dans la région fortifiée de Metz jusqu'à la mobilisation).
  - sous-secteur de Zimming : 156e régiment d'infanterie de forteresse
  - sous-secteur de Téting : 146e régiment d'infanterie de forteresse
- La partie ouest du secteur fortifié de la Sarre (S.F.S.), ex secteur défensif, représentant une trouée naturelle laissée non défendue jusqu'en 1935, date à laquelle on commença à la fortifier à l'économie (défense reposant sur des blockhaus simples et sur un ingénieux système d'inondations défensives) voit deux de ses sous-secteurs passer sous le contrôle du S.F.F. et donc du 9e corps, le 15 mars 1940.
  - sous-secteur de Lixing : 69e régiment d'infanterie de forteresse
  - sous-secteur de Leyviller : 82e régiment d'infanterie de forteresse

#### Divisions d'infanterie
Jusqu'en mai 1940, le 9e corps d’armée est formé de deux divisions d'infanterie dites « de renforcement » destinées à soutenir les sous-secteurs de la ligne Maginot sus-cités. Selon les périodes, les régiments d'infanterie occupent des portions situées à l'avant de la ligne fortifiée ; les bataillons s'y alternent et s'organisent dans différentes positions de campagne (tranchées, points-d'appuis…).
Une relève est organisée à l'échelon du régiment, afin de permettre à toutes les unités « d'être en ligne » quelques semaines.
Au niveau divisionnaire, les divisions seront elles-mêmes plusieurs fois changées, pour aboutir en mai 1940 à la présence de deux D.I. de renforcement sur le secteur du 9e C.A. Elles seront progressivement retirées à la suite des évènements, les lignes avancées creusées pendant la drôle de guerre étant abandonnées. La ligne Maginot restera alors seule… 
- 11e division d'infanterie (11e DI)
- 47e division d'infanterie (47e DI)

En juin 1940 sur le front de la Somme, le commandement du 9e C.A. s'exercera sur d'autres divisions, les 11e et 47e D.I. ayant été affectées à d'autres C.A. au fil des évènements.
- 13e division d'infanterie (13e DI)
- 31e division d'infanterie (31e DI)
- 40e division d'infanterie (40e DI)
- 2e division légère de cavalerie (2e DLC)
- 5e division légère de cavalerie (5e DLC)…